# Agnes Wabnitz

Grabstein von Agnes Wabnitz Friedhof der Freireligiösen Gemeinde in der Pappelallee in Berlin – Prenzlauer Berg

Agnes Wabnitz (* 10. Dezember 1841 in Gleiwitz; † 28. August 1894 in Berlin) war eine deutsche Gewerkschafterin, politische Rednerin und Frauenrechtlerin.

## Leben
Wabnitz wuchs in bürgerlichen Verhältnissen auf und besuchte die Gleiwitzer Bürgerschule. Nach dem Tod ihres Vaters verarmte die Familie jedoch. Nachdem sie einige Jahre als Gouvernante auf Adelsgütern in Kongresspolen beschäftigt war, zog sie Anfang der 1870er Jahre nach Berlin. Hier wohnte sie bei ihrem jüngeren Bruder und bestritt ihren Lebensunterhalt und den ihrer Mutter mit Schneiderei und Näharbeiten. Als ihr Bruder unter dem Sozialistengesetz 1879 zunächst verhaftet und dann ausgewiesen worden war, begann sich Agnes in der Parteiarbeit zu engagieren.
Wabnitz wurde zu einer wandernden Agitatorin und arbeitete gewerkschaftlich, etwa im Verein zur Vertretung der Interessen der Arbeiterinnen, im Verein der Arbeiterinnen Berlins (Nord) und im Fachverein der Berliner Mantelnäherinnen, in dessen Vorstand sie zudem eintrat. Dieser Verein wurde 1886 von der Polizei aufgelöst. Zudem geriet Wabnitz wegen ihrer Rednertätigkeit zunehmend mit den staatlichen Autoritäten in Konflikt. Nachdem sie 1892 unter anderem wegen Majestätsbeleidigung zu 10 Monaten Gefängnis verurteilt und in Haft genommen worden war, trat sie in Hungerstreik. Die Polizei veranlasste zunächst Zwangsernährung in der Charité und später Überweisung in die Irrenanstalt Dalldorf. Nach ihrer Entlassung scheiterte ein Entmündigungsverfahren der Staatsanwaltschaft und Wabnitz begann erneut, Vorträge zu halten. Aber das Reichsgericht verwarf 1894 die Berufung gegen ihre Verurteilung. Als sie ihre Strafe antreten sollte, am 28. August 1894, nahm sie sich auf dem Friedhof der Märzgefallenen in Berlin-Friedrichshain mit Zyankali das Leben.
Ihr Tod rief ein großes Echo hervor. Ihr Begräbnis auf dem Friedhof der Freireligiösen Gemeinde in der Pappelallee am 2. September 1894 begleiteten nach Schätzung des Vorwärts mehr als 40.000 Menschen. „Der willensstarke Geist trennte sich von der Hülle,“ schrieb der Vorwärts, „weil die Gesellschaft, welche die 'Agitatorin' mit ihrem ganzen Hasse verfolgt, nicht den Triumph noch geniessen sollte, sie langsam zu Tode zu martern.“ „Die Agitatorin Agnes Wabnitz war zum Idol und durch ihren freiwilligen Tod zur Märtyrerin der Sozialdemokratie geworden“ (Klaus Kühnel).
Bruno Schönlank gestaltete in seinem Roman Agnes. Roman aus der Zeit des Sozialistengesetzes ihr Leben.
Ihr zu Ehren wurde am 23. Oktober 2000 im Entwicklungsgebiet Alter Schlachthof in Berlin-Prenzlauer Berg eine Straße benannt.